# Panenské české

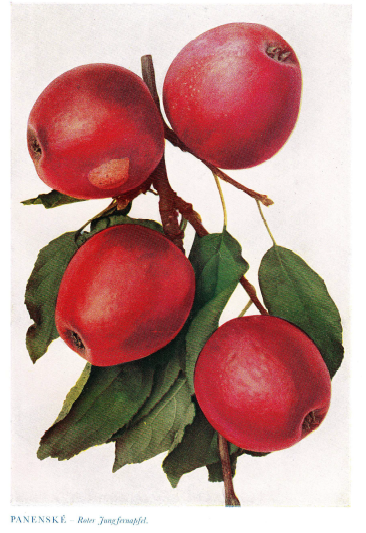
Panenské české

Panenské české (Malus domestica 'Panenské české') je ovocný strom, kultivar druhu jabloň domácí z čeledi růžovitých. Plody jsou řazeny mezi odrůdy zimních jablek, sklízí se v září, dozrává v listopadu, skladovatelné jsou do března i déle. Odrůda je považována za rezistentní vůči některým chorobám, odrůdu lze pěstovat bez chemické ochrany. Vhodná pro vysokokmeny. Zatímco 'Panenské české' je pojmenování konkrétní odrůdy, znamená pojem „panenské jablíčko“, se kterým se můžeme setkat zejména ve starší beletrii, lidové označení pro různá menší výrazně červená jablka.

## Historie

### Původ
Stará česká odrůda pěstovaná od nepaměti.

## Vlastnosti

### Růst
Růst odrůdy je střední. Koruna má kulovitý habitus. Plodonosný obrost na koncích letorostů, je třeba dlouhý řez, později jen průklest. Stromy dosahují vysokého stáří.

## Plodnost
Plodí pozdněji, průměrně a pravidelně.

## Plod
Plod je tupě kuželovitý, malý (90 g). Slupka hladká, žlutozelené zbarvení je více či méně překryté karmínově červenou barvou. Typické je modravé ojínění. Dužnina je bílá, nazelenalá se sladce navinulou chutí, méně šťavnatá, zcela typická, velmi dobrá.

## Choroby a škůdci
Odrůda je středně rezistentní proti strupovitosti jabloní a vysoce odolná k padlí. Odrůda je méně odolná k nektriové rakovině a bývá napadána mšicí krvavou.

## Použití
Je vhodná ke skladování a přímému konzumu. Plody dobře snáší přepravu, otlačená místa zkorkovatějí a nehnijí. Odrůdu lze použít do všech poloh. Stanoviště by mělo být na dobré živné, dostatečně vláhou zásobené půdě. Je doporučováno pěstování odrůdy na vyšších tvarech. Nedoporučuje se pro velkovýrobu, protože plody mají jen malou nebo nejvýše střední velikost.